# Kramarzyny
Kramarzyny (deutsch Kremerbruch, früher Cremerbruch, ehedem Krummersin) ist ein Dorf in der polnischen Woiwodschaft Pommern und gehört zur Gmina Tuchomie (Groß Tuchen) im Powiat Bytowski (Bütower Kreis).

## Geographische Lage
Das Kirchdorf liegt in Hinterpommern, etwa 19 Kilometer ostnordöstlich von Miastko (Rummelsburg i. Pom.), 21 Kilometer südwestlich von Bytów (Bütow) und acht Kilometer südwestlich von Tuchomie (Groß Tuchen).

## Geschichte

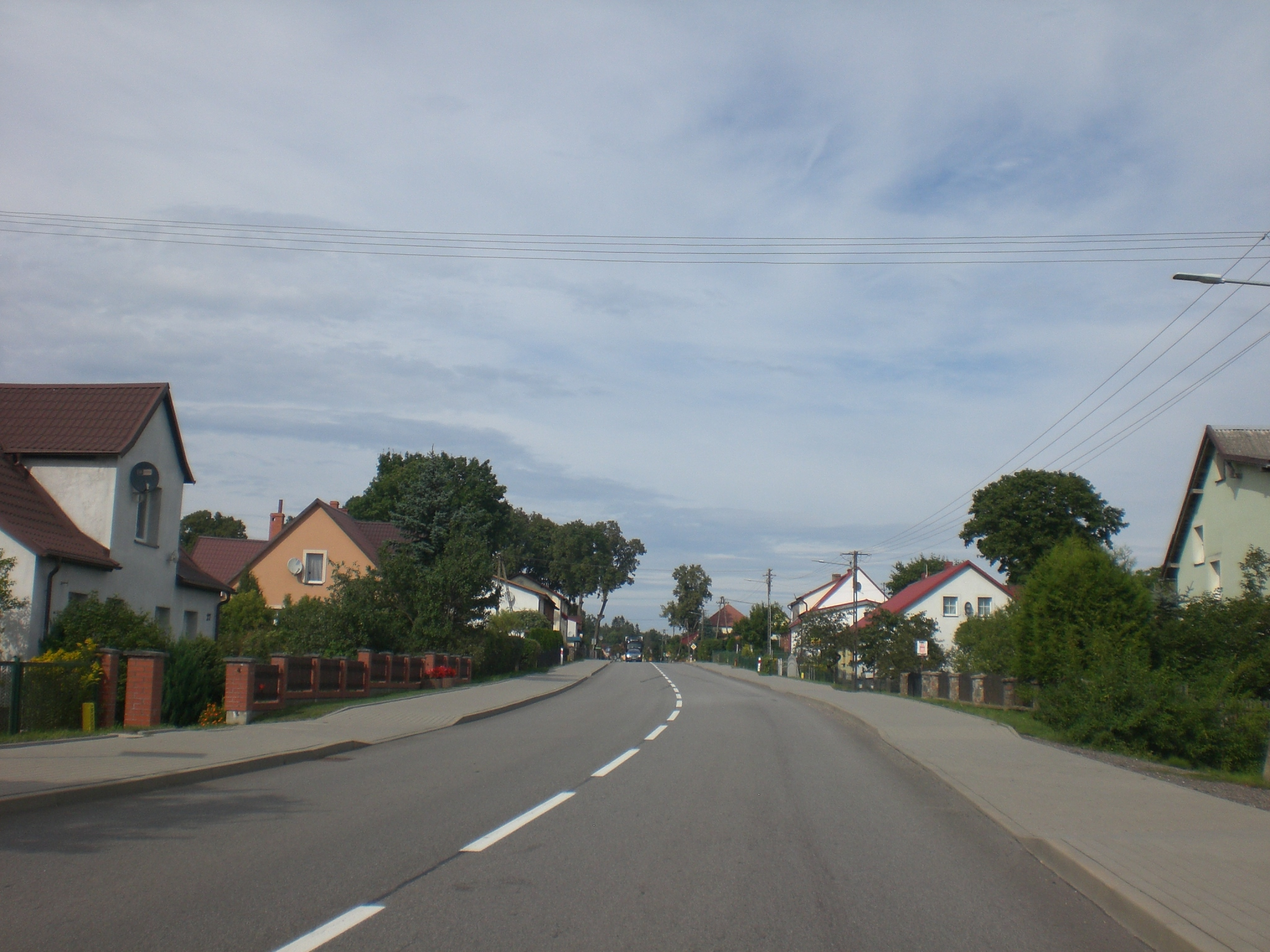
Dorfstraße (2018)

Cremerbruch, ostnordöstlich von Rummelsburg und östlich des Dorfs Waldow, auf einer Landkarte von 1915

Kremerbruch, ostnordöstlich von Rummelsburg und südwestlich von Bütow, auf einer Landkarte von 1910 (Karte ist durch Anklicken vergrößerbar)

Cremerbruch war ursprünglich eine zu den Puttkamerschen Lehngütern gehörige wüste Feldmark. Barnim X., der von 1574 bis 1601, 27 Jahre lang, das Amt Bütow als Apanage besessen hatte, nahm während dieser Zeit wegen eines von einem Puttkamer begangenen Verstoßes gegen das Lehnsrecht diesem die Feldmark Krummersin weg, zog sie zum fürstlichen Amt Bütow ein und ließ darauf 1598 eine Glashütte errichten, die aber später einging; der Standort der Glashütte ist heute unbekannt.
Unter der Regierung Barnims war 1596 einem Thomas Gast die Erlaubnis erteilt worden, auf der Feldmark zu roden, um ein Dorf zu gründen, für das ihm das Schulzenamt zugesichert wurde. Bogislaw XIII. erteilte es als ein Gnadenlehen dem Kämmerer und Hofjunker zu Köslin, Levin Wedig Petersdorf. Durch einen Kaufvertrag vom 17. September 1624, in dem die Gemarkungsgrenzen festgelegt waren und der vom Herzog am 24. August 1625 bestätigt wurde, übereignete Petersdorf den Ort für 2000 Reichstaler dem Carsten Puttkammer zu Barnow und Lubben. Den Pommerschen Hufenmatrikeln für Pommern-Stettin von 1628 zufolge hatte Carsten Putkammer Grundbesitz „zu Lubben undt Barnow, undt Krummersin“.
Das Gut Cremerbruch besaß im 18. Jahrhundert Hans von Puttkamer zusammen mit den Gütern Darsekow und Zuckers. Er hinterließ Zuckers und Darsekow seinem Sohn, dem Oberst Adolph Ludwig von Puttkamer, und Cremerbruch seinem jüngsten Sohn, Jakob Kaspar von Puttkamer, der, nachdem Darsekow und Zuckers in Konkurs geraten waren, als nächster Lehensnachfolger auch diese Güter übernahm. Zur Gutsherrschaft gehörte ein Patrimonialgericht, das in Cremerbruch noch um die Mitte des 19. Jahrhunderts für die niedere Rechtsprechung zuständig war.
Im Verzeichnis der Pommerschen Ritterschaft vom 1. Januar 1862 ist der Landrat Heinrich Karl Albert von Puttkamer, Abgeordneter zum Pommerschen Provinzial-Landtag, als Besitzer des Guts Cremerbruch aufgelistet, das er 1843 geerbt hatte. Im Jahr 1884 wird Emil Hoyer auf Moddrow bei Borntuchen als Besitzer des Ritterguts Cremerbruch mit Dampfbrennerei und Mühle genannt, der sich auch noch 1892 im Besitz des Guts befand. Nach einem weiteren Besitzerwechsel wurde der Gutsbezirk 1901/1902 parzelliert und in 51 Rentengüter aufgeteilt.
Am 14. Oktober 1908 erfolgte die Umwandlung des Gutsbezirks Cremerbruch in eine Landgemeinde gleichen Namens, und am 14. Dezember 1909 wurde die Landgemeinde Cremerbruch in Kremerbruch umbenannt.
Am 1. Dezember 1913 wurden auf der 1401 Hektar großen Gemarkungsfläche der Landgemeinde Kremerbruch 110 viehhaltende Haushaltungen gezählt.
Anfang der 1930er Jahre hatte die Landgemeinde Kremerbruch eine Flächengröße von 15 km². Um 1935 hatte Kremerbruch unter anderem zwei Gasthöfe, ein Bankgeschäft, zwei Baugeschäfte, einen Gemischtwarenladen, eine Bäckerei, eine Metzgerei, eine Mühle, eine Schlosserei, zwei Schmieden, eine Stellmacherei, drei Tischlereien, zwei Pferdehandlungen und zwei Viehhandlungen.
Am 1. Oktober 1937 wurde die Gemeinde Puppendorf in die Gemeinde Kremerbruch eingegliedert. Im Jahr 1938 gab es innerhalb der Gemeindegrenzen 21 verschiedene Wohnstätten:
1. Ameisenkrug
2. Bahnhof Kremerbruch
3. Briesental
4. Brüllkaten
5. Charlottenhof
6. Diebswehr
7. Groß Birkhof
8. Gyps
9. Heimchenkaten
10. Klein Birkhof
11. Kremerbruch
12. Kremerbrucher Mühle
13. Neu Kremerbruch
14. Pottacken
15. Puppendorf
16. Raumfleck
17. Rohrkaten
18. Scharfenstein
19. Scharnee
20. Schulzenwerder
21. Ziegelei

Im Jahr 1939 hatte die Landgemeinde Kremerbruch 854 Einwohner.
Die Landgemeinde Kremerbruch gehörte im Jahr 1945 zum Landkreis Rummelsburg im Regierungsbezirk Köslin der preußischen Provinz Pommern des Deutschen Reichs und war dem Amtsbezirk Reinwasser angegliedert. Das Standesamt befand sich in Reinwasser.
Gegen Ende des Zweiten Weltkriegs wurde Kremerbruch Anfang März 1945 von der Roten Armee eingenommen. Anschließend wurde Kremerbruch zusammen mit ganz Hinterpommern von der Sowjetunion der Volksrepublik Polen zur Verwaltung überlassen. Es begann danach allmählich die Zuwanderung von Polen. Die einheimische Bevölkerung wurde in der Folgezeit von der polnischen Administration vertrieben. Der Ortsname wurde zu „Kramarzyny“ polonisiert.

## Kirchspiel bis 1945

Ehemalige evangelische Dorfkirche Kremerbruch
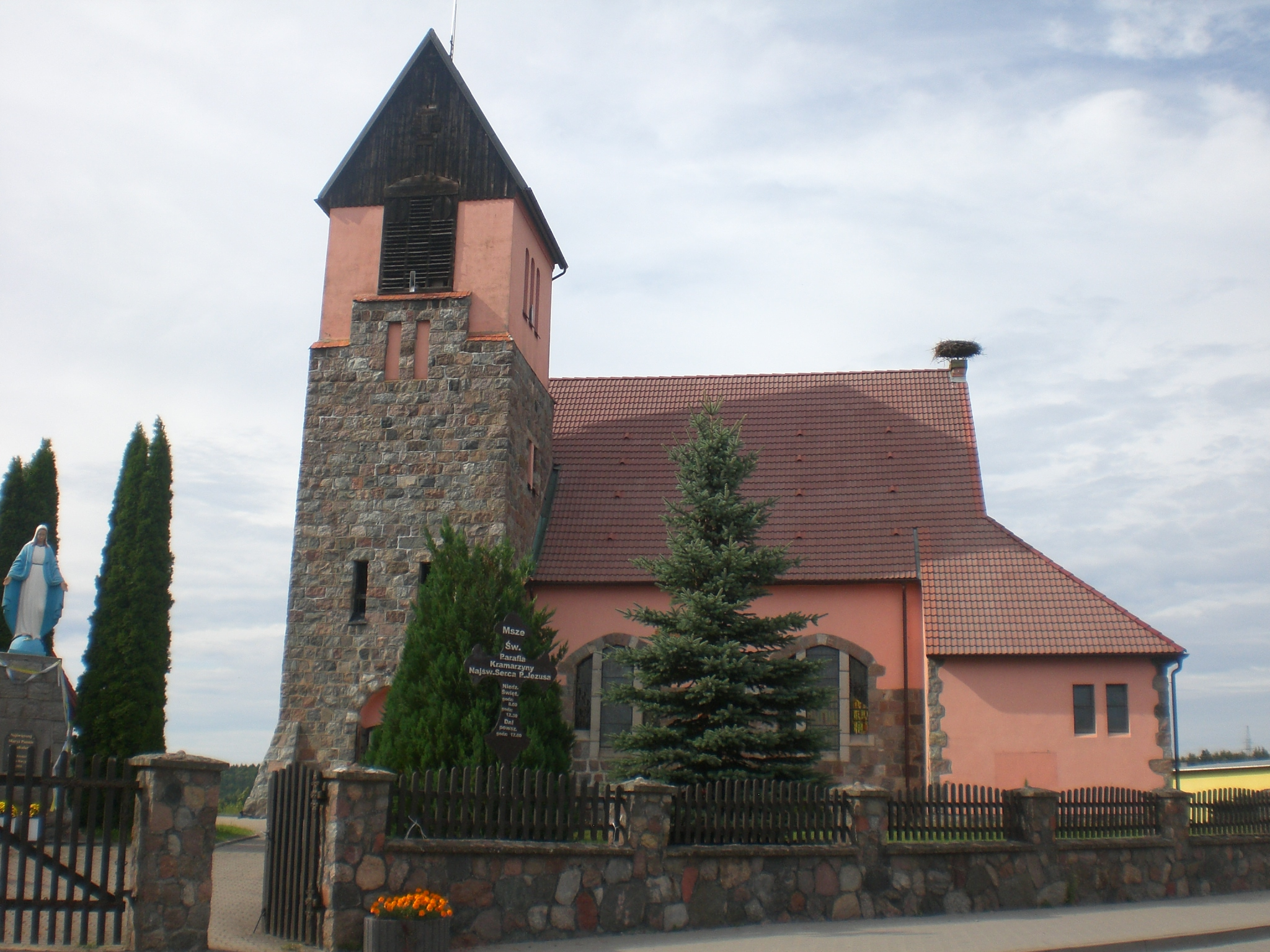
2018
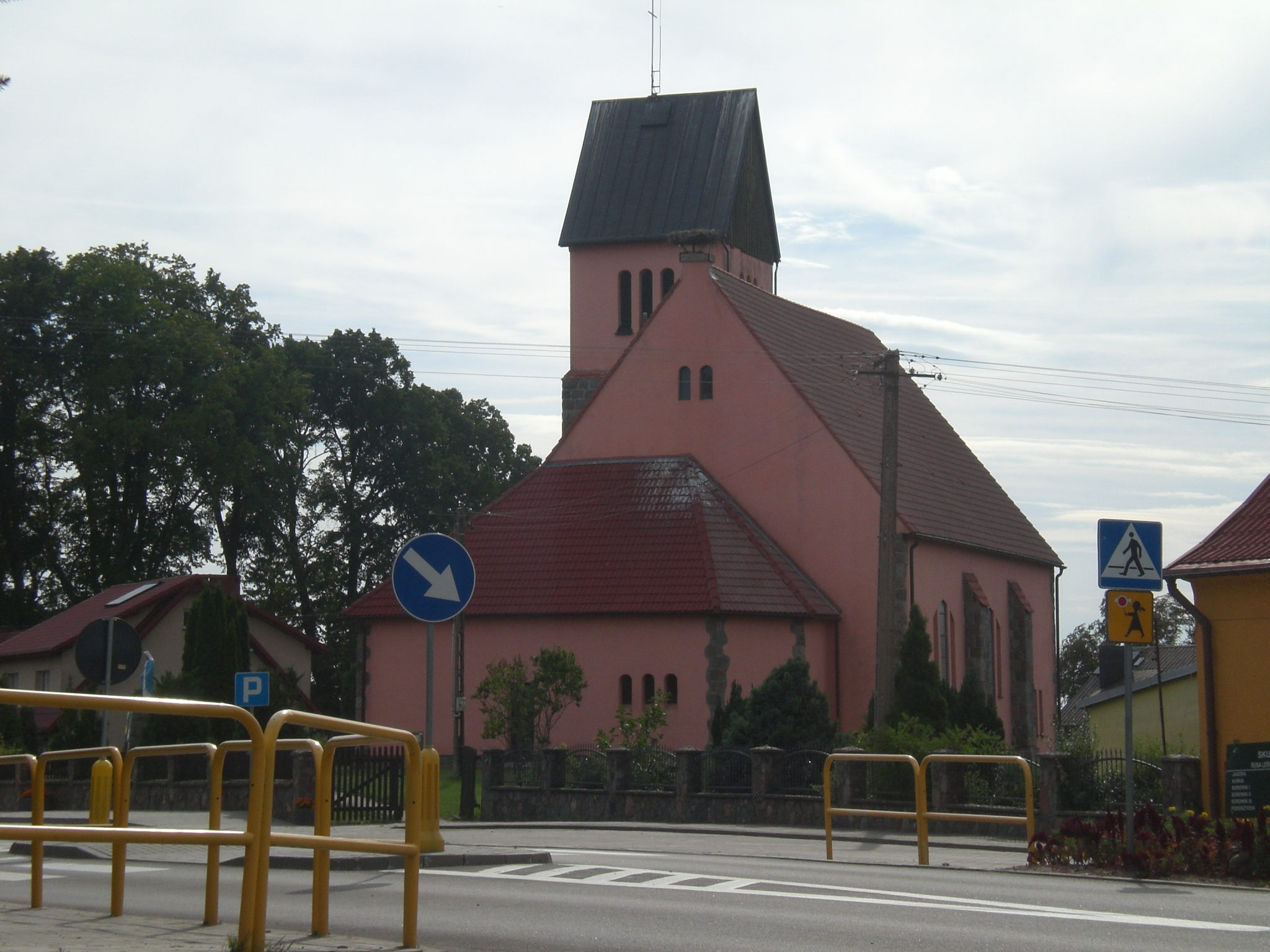
2018

Die Dorfkirche wurde 1912 neu errichtet.
Die vor 1945 anwesende Dorfbevölkerung war mit wenigen Ausnahmen evangelischer Konfession. Die evangelischen Einwohner gehörten zum Kirchspiel Waldow.
Das katholische Kirchspiel war in Rummelsburg i. Pom.
Nach 1945 wurde das Kirchengebäude zugunsten der Römisch-katholischen Kirche in Polen zwangsenteignet.

## Persönlichkeiten, Töchter und Söhne
- Hans von Puttkamer (1671–1736), Erbherr auf Cremerbruch, Zuckers und Darsekow[13]
- Jakob Kaspar von Puttkamer (1711–1788), Erbherr auf Cremerbruch, Darsekow, Zuckers und Schwessin[13][14]
- Karl Heinrich Albert von Puttkamer (1803–1870), Herr auf Cremerbruch, Königl. preußischer Landrat, wurde in Cremerbruch geboren und starb hier[15]
- Julius Georg Wilhelm von Puttkamer (1805–1876), Berufssoldat und Landwirt, wurde in Cremerbruch geboren und nach seinem Tod hier in der Familiengruft beigesetzt[16]
- Heinrich von Puttkamer auf Cremerbruch, 1843–1870 Landrat des Kreises Rummelsburg
- Georg Groth (* 28. Juni 1937 in Kremerbruch), ordentlicher Professor für Wirtschaft (Arbeitslehre) an der PH Berlin[17]

## Trivia
Mitten zwischen Kremerbruch und dem östlichen Nachbardorf Trzebiatkow liegt ein kleiner See, der in älterer Zeit im Volksmund Hexensee genannt wurde. Wer sich darin badete, gewann der Sage nach Hexenkräfte. In der Mitte des 18. Jahrhunderts wurden mehrere Frauen beschuldigt, sich darin gebadet zu haben, und konnten nur durch direktes Einschreiten der Regierung vor dem Scheiterhaufen bewahrt werden, der für sie schon errichtet war.